# Small office / home office

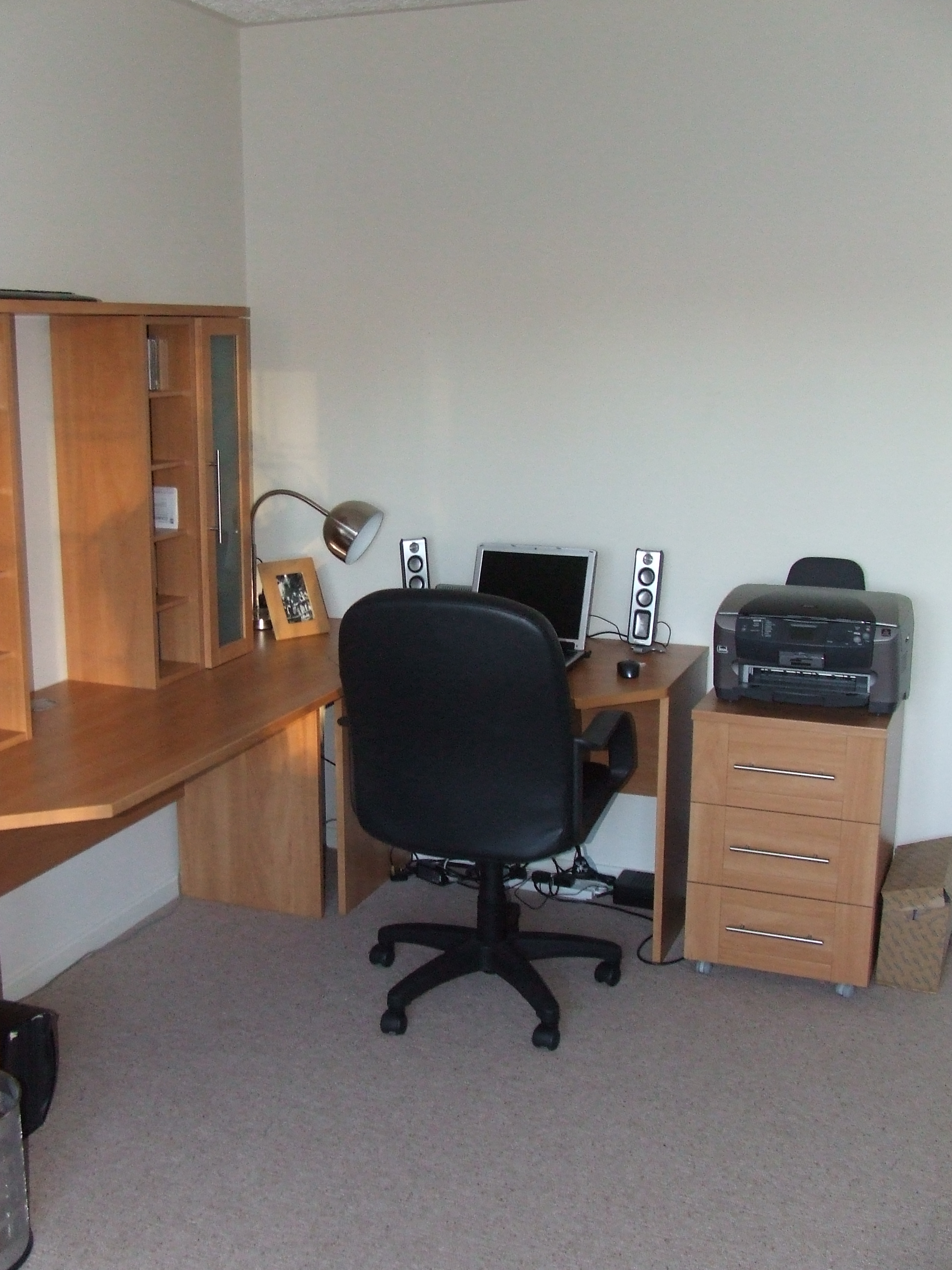
Domowe małe biuro

Small office / home office (akronim SOHO) – małe przedsiębiorstwa prowadzące niewielkie, zwykle przydomowe biura księgowo-administracyjne. Jest to także skrót określający segment rynku sprzętu biurowego nastawiony na zaopatrywanie tego rodzaju małych, przydomowych biur.

## Opis
Tego rodzaju małe biura rozpowszechniły się w USA i Europie wraz z pojawieniem się tanich komputerów osobistych, w latach 80 XX w. Zwykle tego rodzaju biura prowadzą przedstawiciele wolnych zawodów (webmasterzy, konsultanci, niezależni księgowi, doradcy podatkowi, tłumacze, architekci, lekarze z własną praktyką itd.), choć coraz częściej wiele dużych firm (np. redakcje czasopism) decyduje się na rozproszenie części swojej działalności biurowej, umożliwiając wykonywanie jej z przydomowych biur.
W segmencie tym produkuje się całe wyposażenie biur, które charakteryzuje się niską ceną, funkcjonalnością i niewielkimi rozmiarami. Do wyposażenia tego zalicza się:
- specjalnej konstrukcji niewielkie biurka i inne meble biurowe
- sprzęt komputerowy specjalnie przeznaczony do małych biur
- specjalnego rodzaju oprogramowanie pisane od początku z myślą o tego rodzaju biurach

Rozwój oprogramowania dla segmentu SOHO miał miejsce w pierwszej połowie lat 90. XX wieku. Wiele firm produkujących oprogramowanie dla dużych biur zaczęło wypuszczać na rynek zubożone i tańsze jego wersje z przeznaczeniem dla tego segmentu rynku. Jednym z pierwszych tego rodzaju produktów był pakiet zintegrowany o nazwie WordPerfect Works wyprodukowany przez WordPerfect Corporation. Podobne produkty w tym samym czasie wypuścił też na rynek Microsoft (Microsoft Office – home edition, Microsoft Works) i wiele innych firm.
Współcześnie popularność tego rodzaju produktów spada, ze względu na dostępność bezpłatnych, nieokrojonych i w pełni funkcjonalnych pakietów biurowych takich jak OpenOffice, KOffice, GNOME Office.